# Xocoatl (Caratini)
Xocoatl est une œuvre pour grand chœur, orchestre de jazz et récitant composée par Patrice Caratini en 2006 et créée au théâtre de Sceaux le 12 janvier 2007 par le chœur Nicolas de Grigny et le Caratini Jazz Ensemble. L'œuvre dure environ 80 minutes.

## Genèse de l'œuvre
À l'origine, Jean-Marie Puissant avait demandé à Caratini de composer une œuvre pour son chœur rémois. Caratini raconte qu'attablé à un café devant une tasse de chocolat l'idée lui vint de réunir le chœur et son orchestre de jazz autour du thème du chocolat. Une fois l'idée trouvée, il y eut un long travail de recherche de textes aussi bien dans la littérature (Balzac, Proust, ...), les documents historiques (lettres, essais historiques, directives européennes, ...), mais aussi dans les livres de recettes.

## Composition de l'œuvre

### Récitant:Peu après la découverte du cacao
L'œuvre commence et se termine par un texte du récitant seulement accompagné par des claves rappelant l'étymologie du mot chocolat. Le texte ouvrant et fermant l'œuvre est le même coupé en deux formant une grande structure d'enchâssement, encadrant tout le reste de l'œuvre. Ce texte est de Nicolas de Blégny : Le bon usage du thé, du caffé et du chocolat de 1687.

### Tutti:Du chocolat, discours curieux
Le deuxième morceau se construit intégralement sur un ostinato rythmique joué au piano. Sur cette base, le chœur ne parle que par à-coups, en général à l'unisson ou à la tierce. Il est souvent séparé en voix d'hommes et voix de femmes, les femmes énonçant un bout du texte, repris aussitôt par les hommes. Ceci permet de souligner la complexité du texte presque incompréhensible aujourd'hui. Il s'agit d'un texte d'Antoine Colmernero de Ledesma, Du chocolat, discours curieux datant de 1631.

### Récitant:Il y avait des jours
Ensuite le récitant lit un texte de Marcel Proust tiré du livre À l'ombre des jeunes filles en fleurs.